# Honey (Moby-dal)
"Honey" az elektronikus zenész Moby egyik dala, ami a Play című stúdióalbum első kislemezén jelent meg. A dal 33. helyet érte el az Egyesült Királyságban, tehát bekerült a top 40 közé. A "Memory Gospel" című dal, ami a kislemez B-oldalán található, rajta volt Moby Play: The B Sides című albumán. A dal erősen hasonlít a "Sometimes" című Bessie Jones-dalra, amit Alan Lomax rögzített.
A dal szerepelt a Stanley, a szerencse fia című filmben és a Mad Dash Racing című videójátékban is.

## Számok

### A kislemezeken szereplő számok
1. "Honey" (Original) – 3:18
2. "Memory Gospel" – 6:42
3. "Micronesia" – 4:17
4. "Honey" (Rollo & Sister Bliss Remix) – 7:06
5. "Honey" (Rollo & Sister Bliss Blunt Edit) – 4:02
6. "Honey" (Sharam Jey's Sweet Honey Mix) – 5:48
7. "Honey" (Low Side Mix) – 5:52
8. "Honey" (Aphrodite & Mickey Finn Mix) – 6:20
9. "Honey" (RJ's Mix) – 6:12
10. "Honey" (Westbam & Hardy Hard Mix) – 6:19
11. "Honey" (Moby's 118 Mix Radio Edit) – 3:16
12. "Honey" (Bammer's Mix) – 6:20
13. "Honey" (Fafu's 12" Mix) – 6:19
14. "Honey" (Remix Edit) – 3:14
15. "Honey" (Risk Mix) – 5:59
16. "Honey" (Dark Mix) – 4:43

### Más kislemezeken is megtalálható számok
1. "Flower" – 3:26
2. "The Sun Never Stops Setting" – 4:22

### 12 MUTE 218
1. "Honey" (Rollo & Sister Bliss Remix) – 7:06
2. "Honey" (Sharam Jey's Sweet Honey Mix) – 5:48
3. "Honey" (Low Side Mix) – 5:52

### PXL12 MUTE 218
1. "Honey" (Aphrodite & Mickey Finn Mix) – 6:20
2. "Honey" (RJ's Mix) – 6:12
3. "Honey" (Original Mix) – 3:14
4. "Honey" (Bammer's Mix) – 6:20

### L12 MUTE 218 – dupla lemezes Remix verzió
1. "Honey" (Risk Mix) – 5:59
2. "Honey" (Dark Mix) – 4:43
3. "Honey" (Westbam & Hardy Hard Mix) – 6:19
4. "Honey" (118 Mix) – 3:16
5. "Honey" (Aphrodite & Mickey Finn Mix) – 6:20
6. "Honey" (RJ's Mix) – 6:12
7. "Honey" (Original Mix) – 3:14
8. "Honey" (Bammer's Mix) – 6:20

### LCDMute218 – Remix verzió
1. "Honey" (Rollo & Sister Bliss Blunt Edit) – 4:02
2. "Honey" (Moby's 118 Mix Radio Edit) -	3:16
3. "Honey" (Westbam & Hardy Hard Mix) – 6:19
4. "Honey" (Aphrodite & Mickey Finn Remix) – 6:20

### PL12 MUTE 218
1. "Honey" (Risk Mix) – 5:59
2. "Honey" (Dark Mix) – 4:43
3. "Honey" (Westbam & Hardy Hard Mix) – 6:19
4. "Honey" (118 Mix) – 3:16

### INT 193.386
1. "Honey" (Sharam Jey's Sweet Honey Mix) – 5:48
2. "Honey" (Rollo & Sister Bliss Remix) – 7:06
3. "Honey" (Westbam & Hardy Hard Mix) – 6:19

### PCD MUTE 218
1. "Honey" – 3:18
2. "Honey" (The Aphrodite & Mickey Finn Mix) – 6:21
3. "Honey" (RJ's Mix) – 6:12
4. "Honey" (Bammer's Mix) – 6:20
5. "Honey" (Westbam & Hardy Hard Mix) – 6:19
6. "Honey" (Moby's 118 Mix) – 4:48

### CDMUTE218
1. "Honey" – 3:18
2. "Micronesia" – 4:18
3. "Memory Gospel" – 6:42

### 391.1218.024
1. "Honey" – 3:18
2. "Honey" (Rollo & Sister Bliss Blunt Edit) – 4:02

### MUSH01907.2
1. "Honey – 3:18
2. "Micronesia" – 4:17
3. "Memory Gospel" – 6:41
4. "Honey" (Rollo & Sister Bliss Blunt Edit) – 4:03
5. "Honey" (Moby's 118 Mix Radio Edit) -	3:17
6. "Honey" (Westbam & Hardy Hard Mix) – 6:18
7. "Honey" (Aphrodite & Mickey Finn Mix) – 6:20

### P12 MUTE 255
1. "Honey" (Fafu's 12" Mix) – 6:19
2. "Honey" (Sharam Jey's Sweet Honey Mix) – 6:41
3. "Honey" (Moby's 118 Mix) – 4:48

### 7243 8 96672
1. "Honey" (Original Version) – 3:21
2. "Honey" (Rollo & Sister Bliss Blunt Edit) – 4:02
3. "Honey" (Aphrodite & Mickey Finn Mix) – 6:20

### PGMLCDM 5
1. "Honey" (Remix Edit) – 3:14
2. "Flower" – 3:26
3. "The Sun Never Stops Setting" – 4:22
4. "Honey" (Sharam Jey's Sweet Honey Mix) – 6:43
5. "Honey" (Original) – 3:20

### PGMLCDS 05
1. "Honey" (Remix Edit) – 3:14
2. "Honey" (Original) – 3:18

## Remix featuringKelis
2000-ben a kislemez újra ki lett adva, rajta a szám remixével amin Kelis énekelt, valamint szerepelt rajta még a "Why does my heart feel so bad?" és a "Flower" című számok is.

## Számok

### CDMute255
1. "Why Does My Heart Feel So Bad?" – 3:45
2. "Honey" Feat. Kelis (Remix Edit) – 3:13
3. "Flower" – 3:23

### PIAS Benelux kiadvány, LCDMute255
1. "Honey" (Fafu's 12" Mix) – 6:19
2. "Why Does My Heart Feel So Bad?" (Red Jerry's String & Breaks Mix) – 5:59
3. "The Sun Never Stops Setting" – 4:19

### Kazetta (C MUTE 255)
1. "Why Does My Heart Feel So Bad?" – 3:45
2. "Honey" (Remix Edit) – 3:13
3. "Why Does My Heart Feel So Bad?" – 3:45
4. "Honey" (Remix Edit) – 3:13

## Honey/Run On
Ez a kislemez volt Moby első CD-je az Egyesült Államokban az 1995-ben kiadott kislemeze, a Bring Back My Happiness óta, és egyben az első CD-je amit a V2 Records-nál adott ki. Habár a "Honey" és a "Run On" számok már korábban ki voltak adva külön kislemezekként, a számok azokon a kiadványokon és ezen nem azonosak és elég jók voltak ahhoz, hogy világszerte meg lehessen őket vásárolni. A maga 44 perces hosszával ez a nyolc számos CD nagy zenei érték.

## Számok

### A kislemezeken szereplő számok
1. "Honey" (Album Mix) – 3:27
2. "Honey" (Moby's 118 Mix) – 4:48
3. "Honey" (Sharam Jey's Sweet Honey Mix) – 6:41
4. "Honey" (Aphrodite & Mickey Finn Mix) – 6:21
5. "Run On" (extended) – 4:25
6. "Run On" (Moby's Young & Funky Mix) – 6:03
7. "Run On" (Sharam Jey's Always On The Run Remix) – 5:59
8. "Run On" (Dani König Remix) – 10:04
9. "Memory Gospel" – 6:40

### CD, V2 Records (63881-27583-2), kiadva: 1999. május 11.
1. "Honey" (Album Mix) – 3:27
2. "Honey" (Moby's 118 Mix) – 4:48
3. "Honey" (Sharam Jey's Sweet Honey Mix) – 6:41
4. "Honey" (Aphrodite & Mickey Finn Mix) – 6:21
5. "Run On" (extended) – 4:25
6. "Run On" (Moby's Young & Funky Mix) – 6:03
7. "Run On" (Sharam Jey's Always On The Run Remix) – 5:59
8. "Memory Gospel" – 6:40

### 12", V2 Records (63881-27582-1), kiadva: 1999. május 4.
1. "Honey" (Album Mix) – 3:27
2. "Honey" (Aphrodite & Mickey Finn Mix) – 6:21
3. "Run On" (Moby's Young & Funky Mix) – 6:03
4. "Run On" (Sharam Jey's Always On The Run Remix) – 5:59

### 12" (reklám), V2 Records (V2AB-27584-1), kiadva: 1999. április
1. "Run On" (Moby's Young & Funky Mix) – 6:03
2. "Run On" (Dani König Remix) – 10:04
3. "Honey" (Album Mix) – 3:27
4. "Run On" (Sharam Jey's Always On The Run Remix) – 5:59

## Honey/Porcelain
Ez egy Ausztráliában, a Festival Mushroom Records által 2000-ben kiadott kislemez volt.

### Számok
1. "Honey" (Remix Edit) – 3:14
2. "Porcelain" (Album Mix) – 4:03
3. "Honey" (Fafu's 12" Mix) – 6:19
4. "Porcelain" (Club To Death Version By Rob Dougan) – 6:38
5. "Honey" (Moby's 118 Mix) – 4:48

## Nem hivatalos kiadványok/remixek

### Ritka, promo CD-verzió 1998-ból
1. "Honey" (Eskimos & Egypt 7" Mix) – 3:41
2. "My Love" (Instrumental Remix) – 7:31

Megjegyzés: A "My Love" című szám eredeti verziója sose lett kiadva.

### Egyéb számok
1. "Honey" (Demo version) – 3:34
2. "Honey" (Incursion – Remix by DJ Tripp) – 6:30
3. "Honey" (Chile Sessions 2005) – 8:20
4. "Honey" (Akusztikus verzió 2005-ből) – 2:52
5. "Honey" (Instrumental)
6. "Honey" (Unknown Mix)
7. "Honey" (Spider Mix) – 6:39
8. "Honey" (Saradis Remix) – 5:11
9. "Honey" (Farley & Corin Mix) – 6:44
10. "Honey" (Swinger Mix) – 3:29

Megjegyzések: 
1. A 2. szám egy DJ Tripp által 2000-ben készített, ki nem adott remix.
2. A 3. számot egy Santiago de Chile-ben lévő stúdióban vette fel Moby a 2005-ös Hotel turné keretében. Az itt felvett számok többsége ingyenesen letölthető volt azok számára, akik megvették a "Go: The Very Best Of Moby" album limitált kiadását.
3. Az 5. szám egy nagyon ritka, demó CD-ről való.
4. A 6. szám is egy demó CD-ről való, ami nem is igazán hasonlít az eredeti számra és leginkább a "Rollo & Sistre Bliss" remixre hasonlít.